# Jean-Baptiste Lafon de Fongauffier
Né le 21 août 1822 à Sagelat (Dordogne), après une carrière partie de la base dans la marine royale puis impériale, Jean-Baptiste Lafon de Fongauffier est député du Sénégal à l'Assemblée française en 1871. Officier de marine, il bat facilement les multiples candidats locaux, marchands ou mulâtres, et siège aux côtés de Léon Gambetta. Il obtient la création des communes du Sénégal, mais échoue à recréer un conseil général et s'étant fait repéré comme opposant, provoque sans doute la disparition en 1876 du siège de député. Devenu receveur des postes à Paris et conseiller général de Sagelat en Dordogne, il meurt le 14 décembre 1893.